# Delo osvobaja
Delo osvobaja és una pel·lícula dramàtica eslovena del 2004 dirigida i escrita per Damjan Kozole.

## Argument
La pel·lícula explica la història del mecànic de màquines Peter, que està deprimit després de perdre la feina i divorciar-se. A causa d'un gir del destí, troba una nova alegria a la vida treballant pel bé comú.

## Repartiment
- Peter Musevski com a Pero
- Nataša Barbara Gračner com a Vera
- Lara Djurica com a filla Sonja
- Marijana Brecelj com a agent de l'oficina d'ocupació
- Marjuta Slamič com a Ines
- Manca Dorrer com a veïna Marija
- Primož Petkovšek com a Tomo
- Andrej Nachtigal com a amic Janez
- Lotos Sparovec com a amic Roman
- Uroš Fürst com a psiquiatre
- Jernej Kuntner com a Primož Dolinar
- Demeter Bitenc com a veí
- Irena Duša com una noia colpejada
- Alida Bevk com a amiga de la veïna Marija
- Emil Cerar com el marit de la noia maltractada

## Recepció
Es va estrenar al Festival Internacional de Cinema de Locarno 2005 i va guanyar el Gran Premi (Palmera d'Or) i el premi al millor director a la XXVII edició de la Mostra de València 2006.